# Laine peignée

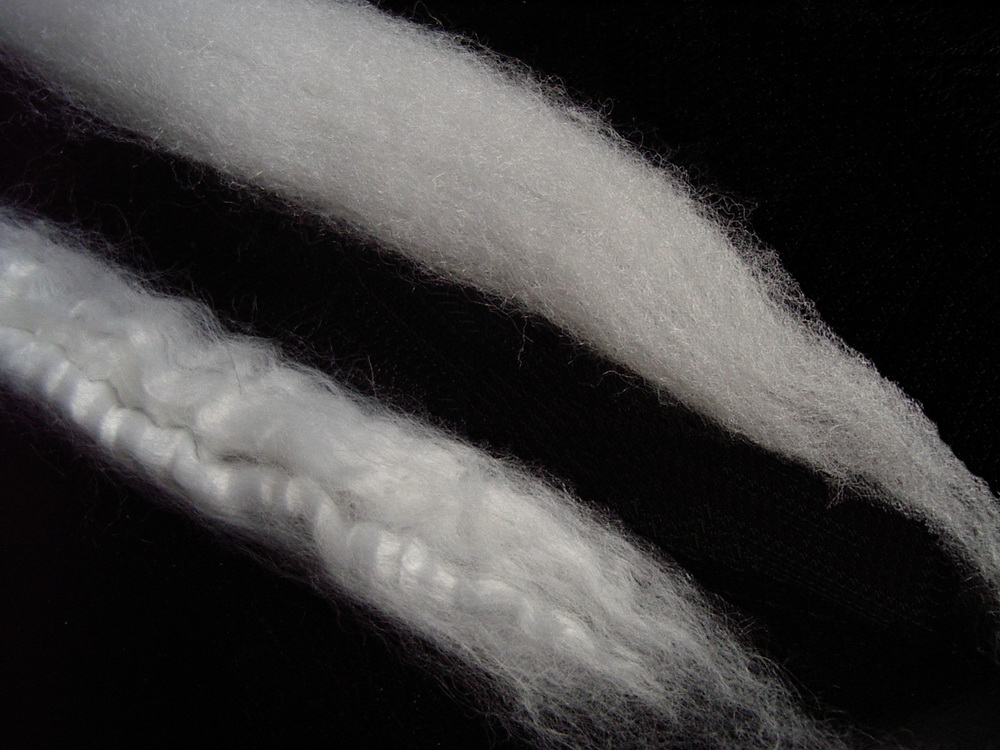
Rubans de laine cardée en haut et de laine peignée en bas.

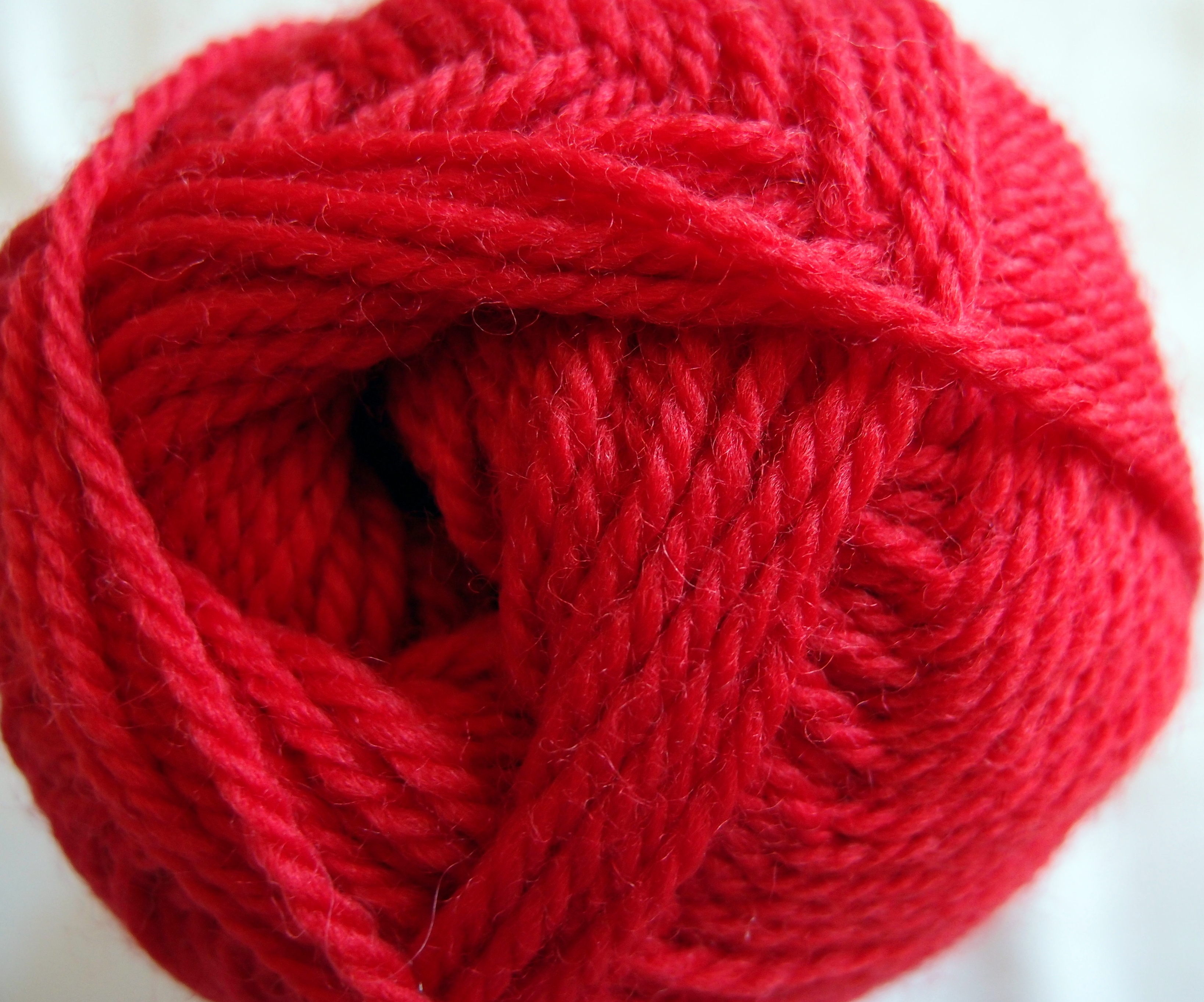
Pelote de laine peignée.

La laine peignée est une laine qui est passée à travers des peignes de plus en plus fins afin d'éliminer les fibres les plus courtes et les dernières impuretés laissées par le cardage. En France, les principales usines de filatures de laines peignées sont situées dans la région du Nord-Pas-de-Calais, notamment à Fourmies, Roubaix et à Tourcoing.

## Technique
Après être passé par le processus du cardage, la laine cardée peut subir l'étape du défeutrage, puis enfin celui du peignage. Les fibres composant le ruban à la sortie de la carde ne sont pas rigoureusement alignées ; certaines sont encore emmêlées : aussi dit-on qu'elles feutrent. Avant de peigner ce ruban, il faut le défeutrer, c'est-à-dire le régulariser, le paralléliser et en redresser les fibres.
Cette opération complète et parfait le cardage des laines passant par le cycle peigné. Le peignage vise principalement à éliminer les fibres très courtes, appelées blousses, et les dernières petites impuretés qui subsistent encore. Pour ce faire, le ruban de carde passe au travers d'une succession de peignes de plus en plus fins. Comme le cardage, le peignage fournit une matière première pour la filature, sous forme de rubans de peigné. La quantité de blousses qui est le sous-produit de la laine peignée varie selon les qualités (entre 5 et 12 %). 
La laine semi-peignée est analogue à la laine peignée, à savoir : préparation à la filature, filature, bobinage et retordage. Mais elle se distingue par sa finition moins fine. Elle est sujette au peluchage et boulochage. Cette laine semi-peignée est utilisée notamment pour les tapis et les couvertures.
Le "casimir" est un tissu de lainage assez léger, de laine peignée à base de serge.